# Biker Mice from Mars
Biker Mice from Mars is een Amerikaanse animatie-/sciencefictionserie, gemaakt door Rick Ungar. De serie omvat drie seizoenen met in totaal 65 afleveringen. Het is een van de animatieseries die werd gemaakt om mee te liften op het succes van Teenage Mutant Ninja Turtles.
In Nederland werd de serie in nagesynchroniseerde vorm uitgezonden door RTL 4 in 1994, door RTL 5 in 1995 en door Fox Kids van 1999 tot 2003. Fox Kids toonde alleen afleveringen 41 t/m 65.

## Verhaal
Op de planeet Mars blijkt een ras van antropomorfe muizen te wonen, wiens cultuur sterk lijkt op die van de mensen. Al geruime tijd voeren deze muizen oorlog tegen de Plutarkians, een ras van visachtige aliens die de planeet willen veroveren. Op een dag slagen drie van de laatste nog vrije muizen, Throttle, Modo en Vinnie, erin te ontsnappen aan de Plutarkians. Hun ruimteschip wordt echter neergeschoten en ze storten neer op aarde in de stad Chicago.
De drie vinden onderdak in een garage gerund door een vrouw genaamd Charlie. Al snel blijkt dat de Plutarkians ook hun zinnen op de aarde hebben gezet. Enkele Plutarikans, waaronder Lawrence Limburger, hebben zich reeds in de aardse samenleving gemengd om deze van binnenuit te vernietigen en alle natuurlijke grondstoffen voor Plutark te bemachtigen. Daar ze nu toch op aarde vastzitten, besluiten de drie muizen de planeet tegen de Plutarkians te beschermen. Gewapend met hun geavanceerde motorfietsen verhinderen ze keer op keer Limburgers plannen.

## Personages

### De muizen en medestanders
- Throttle: Throttle, de bruine muis, is de leider van de drie muizen. Zijn ogen zijn beschadigd in dezelfde explosie waarbij Modo zijn arm en linkeroog verloor en Vinnie zijn gezicht verbrandde. Door zijn beschadiging aan zijn ogen draagt hij nu een groene zonnebril die zijn zicht verbetert.
- Modo: Modo, de grijze muis, is zachtaardig, draagt een ooglapje en heeft een mechanische arm met die zijn kracht vergroot en een laserpistool bevat. Wanneer hij boos wordt, bijvoorbeeld als iemand hem rat noemt, knippert zijn zichtbare oog rood. Zijn mechanische arm en rechteroog zijn een creaties van Karbunkle.
- Vinnie: Vinnie, de witte muis, heeft een hoge eigendunk en houdt nogal van vrouwen. Zijn gezicht is aan een zijde verbrand waar hij nu een metalen plaat draagt. Hij is de vrolijke noot van het drietal.
- Charlene "Charley" Davidson: Een menselijk monteur en bondgenoot van de drie muizen. Ze is de eigenaar van de 'Last Chance Garage', waar de drie muizen zich schuilhouden. Ze is een koppige en zelfstandige vrouw, die zich makkelijk staande kan houden in lastige situaties. Ze wil vaak meedoen in gevechten maar de muizen proberen dit altijd tegen te houden.
- Jack McCyber: een oude vriend van Charlie. Hij is een computerexpert die zelf een hightechmotorfiets heeft gebouwd.

### Schurken
- Lawrence Limburger: de voornaamste schurk van de serie. Hij is een Plutarkian die zich door middel van een paars pak en menselijk masker vermomt als mens. Voor de buitenwereld doet hij zich voor als een eerlijk zakenman. Hij woont ook in Chicago in een eigen wolkenkrabber, en probeert via allerlei smerige handeltjes de aardse grondstoffen te bemachtigen voor Plutark. Een running gag in de serie is dat zijn wolkenkrabber aan het eind van elke aflevering wordt vernietigd.
- Dr. Karbunkle: Dr. Karbunkle is een professor die eerst werkte voor Limburgers opdrachtgever, maar door hem werd omgekocht om voor hem te gaan werken. Hij voorziet Lawrence Limburger van machines en nieuwe plannen om tegen de muizen te vechten. Hij is erg onderdanig en prijst Limburger voortdurend met vreemde titels.
- Fred de Mutant: Fred is een dwerg met een tentakel arm, pluimstaarten, drie roze ogen met zwarte pupillen. Hij is gemaakt door Dr. Karbunkle en wordt door hem gebruikt als proefpersoon.
- Grease Pit: het nogal sukkelige hulpje van Limburger. Hij is een traditioneel voorbeeld van een dommekracht. Hij heeft kleren aan die lijken op die van een monteur en zijn handen zitten om een of andere reden altijd onder de olie.
- Napoleon Brie: Een andere Plutarkian, en concurrent van Limburger. Hij houdt zich op in Detroit en is beduidend succesvoller dan Limburger.
- Lord Camembert: de hoogste regeringsleider van Plutark, en daarmee Limburgers superieur.
- De Putbaas: een menselijke antagonist van de muizen. Hij is een crimineel die een eigen straatbende leidt. Binnen de onderwereld van Chicago heeft hij een uitermate sterke machtspositie.
- Rioolrat: een antropomorfe rat die kwaad wordt als men hem vergelijkt met een muis. Hij heeft een hekel aan muizen omdat die zich te goed voelen voor ratten. Hij bezit een grote drilboor als wapen.

## Andere media

### Videospelen
In 1994 publiceerde Konami een Biker Mice from Mars-videospel. Deze is verkrijgbaar op de PlayStation 2, Super Nintendo Entertainment en Nintendo DS
In 2006 volgde een tweede Biker Mice from Mars-videospel.

### Nieuwe serie
In 2006 kreeg de serie een vervolg, eveneens getiteld Biker Mice from Mars. Deze serie speelt enkele jaren na de eerste serie, en telt twee seizoenen van elk 29 afleveringen.

### Strip
Marvel Comics publiceerde in de jaren 90 drie strips over de Biker Mice from Mars. Marvel UK publiceerde zijn eigen serie over de Biker Mice.

## Dvd's
In Engeland is het eerste seizoen uitgegeven op dvd onder de naam: 'The Adventure Begins'. In Nederland is één dvd met drie afleveringen van de Nederlandstalige versie uitgegeven door Just Entertainment.